# Онигири
Онигири (јап. 御握り), такође познат и као о-мусуби (јап. お結び; おむすび) и нигиримеши (јап. 握り飯; にぎりめし) су јапанске куглице од риже са разним укуцима (риба, поврће, кисело, воће и др.) и зачином фурикаке.

## Опште информације
Онигири се у Јапану једе као ужина између два оброка, па тако постоје ресторани брзе хране који су се специјализовали само за онигири. Онигири се обликују у троугласти или ваљкасти облик и често се мотају у нори (морску траву). Традиционали онигири се пуне штапићима уме-а („кинеска шљива” или „јапанска кајсија”), усољеним лососом, кацуобошијем (бонито туњевином), комбу (такође вид морске траве), тарако (кавијар од бакалара), или који други слани или киселкасти састојак, који поред пуњења служи и као природни конзерванс. Јапански ланци продавница праве своје онигирије с разним пуњењима и укусима, а многи од њих су ексклузиве само за један ланац.